# 福島医療専門学校
福島医療専門学校（ふくしまいりょうせんもんがっこう）とは、福島県郡山市にある専修学校。柔道整復師、はり師きゅう師（鍼灸師）、歯科衛生士の養成学校。

## 沿革
- 1998年 11月　-　学校法人福寿会を郡山市並木四丁目3番地17号に設立し理事長に宗像照男就任
- 2000年 3月　-　郡山市並木三丁目2番地23号の校舎に移転／厚生労働省指定　柔道整復師養成施設として指定をうける
- 2000年 4月　-　「福島柔道整復専門学院」開校　柔道整復士科設置
- 2000年 12月　-　校名：「福島柔道整復専門学校」へ変更
- 2001年 12月　-　校舎増築（柔整科実技実習室、鍼灸科実技実習室など完成）
- 2002年 3月　-　厚生労働省指定　はり師きゅう師養成施設として指定を受ける／鍼灸科設置
- 2002年 4月　-　校名：「福島柔整鍼灸専門学校」へ変更／「柔道整復科」を「柔整科」へ学科名変更
- 2002年 6月　-　理事長：宗像照男 退任／理事長：岸野雅方 就任
- 2003年 5月　-　付属鍼灸接骨院　開設
- 2004年 3月　-　第2校舎（並木三丁目3番21）完成
- 2004年 3月　-　校長：雪下　文衛　退任
- 2004年 4月　-　校長：八木　康一　就任
- 2005年 10月　-　付属第二臨床実習施設「福寿会接骨院」　開設
- 2006年 3月　-　厚生労働省指定 歯科衛生士養成施設として指定をうける
- 2006年 4月　-　校名：「福島医療専門学校」へ変更／校旗、校章の変更
- 2008年 10月　-　福寿リハビリ介護ステーション開設（第4校舎）
- 2009年 4月　-　歯科衛生科夜間部廃止、歯科衛生士科午前の部開設
- 2009年 4月　-　午前の部→1部、昼間部→2部、夜間部→3部と名称変更
- 2011年 4月　-　柔整科1部開設
- 2012年 4月　-　全学科にて制服を導入
- 2016年 4月　-   職業実践専門課程に柔整科、鍼灸科、歯科衛生士科が認定
- 2018年 4月　-   附属なみキッズ保育園開園
- 2019年 4月　-   附属第2接骨院開設
- 2023年 4月　-   大阪府大阪市の医療系教育機関「学校法人平成医療学園」と法人合併。学校法人福寿会は解散し、学校運営は平成医療学園が行う。

## 設置課程・学科
「福島県私立学校名簿 福島県 令和6年5月1日現在」より
- 医療専門課程
  - 柔整科
  - 鍼灸科
  - 歯科衛生士科
- 文化・教養専門課程
  - 日本語学科

## 特徴
- 柔整科、鍼灸科の両方があり、柔道整復師・はり師・きゅう師のトリプルライセンスが目指せる学校
- 歯科衛生士科は全国でも珍しい昼間部のみの２部制（午前部、午後部）
- 社会人入学者が4割と多く、在籍する学生の年齢層が広い
- 全国展開しているグループ校とのネットワークがある
- 歯科衛生士科は東北の歯科衛生士専門学校の中で入学者が最も多い（2019年4月入学者65名）

## 実績
- 柔整科は、2019年3月の柔道整復師の国家試験合格者数が東北の専門学校で最も多い。
- 鍼灸科は、2019年2020年連続で、はり師国家試験・きゅう師国家試験の合格率が100％を達成。
- 歯科衛生士科は2020年3月の歯科衛生士の国家試験合格者数が、東北の専門学校で最も多い。
- 歯科衛生士科は2020年4月の入学者において、北海道・東北・北関東の歯科衛生士専門学校で最も多い。
- 歯科衛生士科は2017年～2020年の4年連続、東北歯科衛生士専門学校で最も多い。

## 修業年限
柔整科、鍼灸科、歯科衛生士科ともに3年間

## 教育理念
21世紀を迎え、生きがいのある「福寿」に満ちた長寿社会の構築を目指し、「医は仁術である」という精神のもとに「高尚」の教育をもって、医療社会に貢献できる人間性豊かな人材を育成することを目的とする。

## 教育目標
1.医療に奉仕する心を持つ人間を育てる
2.自然を敬い、生命の尊厳を重んじる人間を育てる
3.専門分野だけでなく、人間性豊かな人材を育てる

## 教育方針
1. 深い教養と諸能力を追求する「創造教育」
　　グローバルな時代の中で、高い次元から「より深い哲学的教養を養い、文化を創造する能力」を育てる。
2. 倫理観と向き合い、人間愛にあふれる「医術教育」
　　医道を極めるにふさわしい臨床的技術を追求する過程において「思いやりと優しさに裏打ちされた奉仕の心」を育てる。
3. 美しいものに感動し、自然と人間のあり方を探求する「環境教育」
　　宇宙では、人間をはじめすべてのものは固有の生命を持ち、どれが中心ということはない。「生きとして生けるものは総て生かされている」という自然観を敬う心情を育てる。

## 所在地
- 【柔整科校舎（代表）】 〒963-8026　福島県郡山市並木3丁目2番地の23
- 【鍼灸科校舎】　　　　 〒963-8026　福島県郡山市並木3丁目3番地の21
- 【歯科衛生士科校舎】　 〒963-8026　福島県郡山市並木3丁目3番地の23

最寄駅は、JR東日本 郡山駅、磐越西線 郡山富田駅

## 付属施設
- 附属接骨院
- 附属鍼灸院
- 福寿リハビリ介護ステーション
- 附属なみキッズ保育園

## 学生寮
第1寮、第2寮（男女）
校舎から徒歩５分程度の場所に2棟設置。
現在は日本語学科の学生のみを受け入れている。

## 部活動・サークル活動
- 柔道部
- トレーナー研究部
- ターザン倶楽部

## 海外研修実績
平成26年度　フィリピン　デ・ラサール大学
平成27年度　フィリピン　デ・ラサール大学
平成28年度　フィリピン　デ・ラサール大学
平成29年度　フィリピン　デ・ラサール大学
平成30年度　フィリピン　デ・ラサール大学
2019年度　　フィリピン　デ・ラサール大学

## グループ校
- 平成医療学園専門学校
- なにわ歯科衛生専門学校
- 宝塚医療大学
- 横浜医療専門学校

## 協力校・研修先
- 札幌青葉柔整鍼灸専門学校
- 北海道歯科衛生士専門学校
- 北海道看護専門学校
- 日本総合医療専門学校
- 名古屋平成看護医療専門学校
- 大連医科大学（中国）